# Màxim Serranos Soler
Màxim Serranos Soler (Vilanova i la Geltrú, 1975), és un traductor i escriptor català. És llicenciat en Traducció i en Humanitats per la Universitat Pompeu Fabra. Ha traduït diverses obres tècniques al català, a més de la novel·la Els clients del Balto de Faïza Guène (Funambulista, 2010). Ha traduït al francès el seu llibre Paramites (Emboscall, 2006), que va aparèixer amb el títol Le suïcide du phénix et autres événements improbables (Ultimomondo, 2011). Ha publicat tres reculls de narracions: Incipit vila nova (i la Geltrú) (El Cep i la Nansa, 2002), La seducció de la vida (Emboscall, 2005) i Paramites. El seu segon llibre està traduït al castellà i a l'italià. Des de 2002 viu a Luxemburg, on treballa com a traductor. El 2013 va publicar la novel·la Explicit vila nova (El Cep i la Nansa).